# إردينت
إردينت هي ثالث أكبر مدن منغوليا،قدر عدد سكانها في 2017 ب97،814 نسمة وهي عاصمة محافظة أورخون.